# Angangueo
Angangueo è una popolazione capoluogo dell'omonima municipalità dello stato di Michoacán, nel Messico centrale, il cui nome completo è Mineral de Angangueo. La municipalità, ubicata a 2560 mt., conta 10.768 abitanti (2010) e ha un'estensione di 76,11 km².

## Origini del nome
Non esiste un criterio uniforme riguardo al significato della parola Angangueo, alcuni etimologi affermano che il nome della località significa  presso l'entrata della grotta, altri ritengono che derivi dalla parola anga e si traduca come "cosa molto alta" e che si dice addirittura che significhi "all'interno della foresta".

## Storia
All'arrivo di Nuño de Guzmán nel 1550, la zona di Angangueo era disabitata e nessuno poteva sospettare le ricchezze minerarie che queste colline ricoperte di alberi contenevano. Fu il primo viceré della Nuova Spagna, Don Antonio de Mendoza, che concesse le terre a Gonzalo de Salazar, un fattore reale, gli fu affidata all'area tra Zitácuaro e Taximaroa in Messico il 16 settembre 1550. La regione divenne un'enclave mineraria, anche se Angangueo non si distinse come tale, fino al 1792, quando moltissime persone arrivarono a lavorare nelle miniere e mercanti si stabilirono intorno alla recente e prospera cittadina. Le sue miniere nella colonia furono sfruttate dagli spagnoli, seguiti dai tedeschi e dagli inglesi e infine dai francesi e dai nordamericani nel XX secolo. L'American Smelting and Refining Company rimase fino al 1953, anno in cui a seguito di un disastro avvenuto nella miniera Dolores il 25 aprile, in cui morirono 25 minatori, le miniere entrarono a far parte del patrimonio nazionale. Da allora è subentrata l'Impulsora Minera de Angangueo, che ha continuato a sfruttare il minerale e ha tenuto a galla la popolazione fino al 1991, quando lo sfruttamento delle miniere è stato chiuso in quanto ormai insostenibile, poiché il prezzo di mercato dell'argento era crollato da tempo. Nel 2010, a causa di gravi inondazioni e frane, Angangueo è stata parzialmente evacuata. L'11 febbraio è stato annunciato che la popolazione colpita sarebbe stata trasferita in un altro punto dello stesso comune. Negli ultimi anni Angangueo ha sviluppato molto l'indusitria turistica, grazie alla vicinanza con il "Santuario della Farfalla Monarca", molto visitato nel periodo di riproduzione della farfalla.

## Geografia e clima

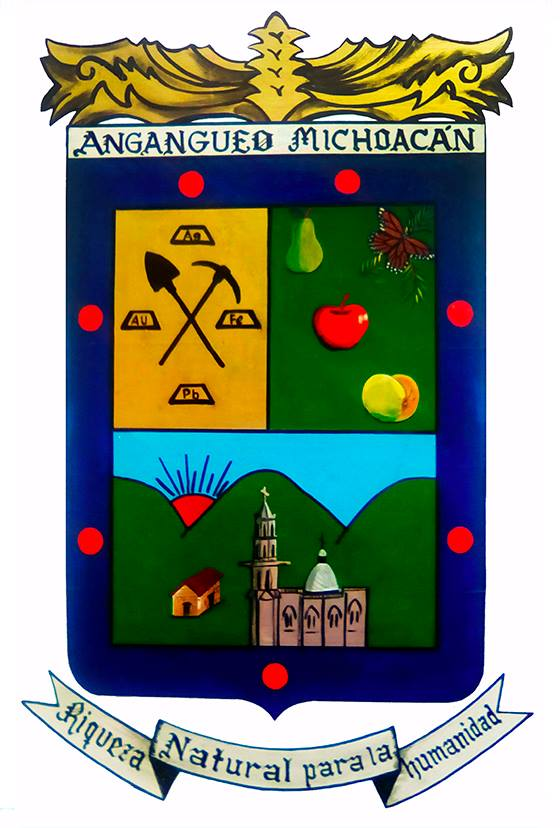
Scudo di Angangueo

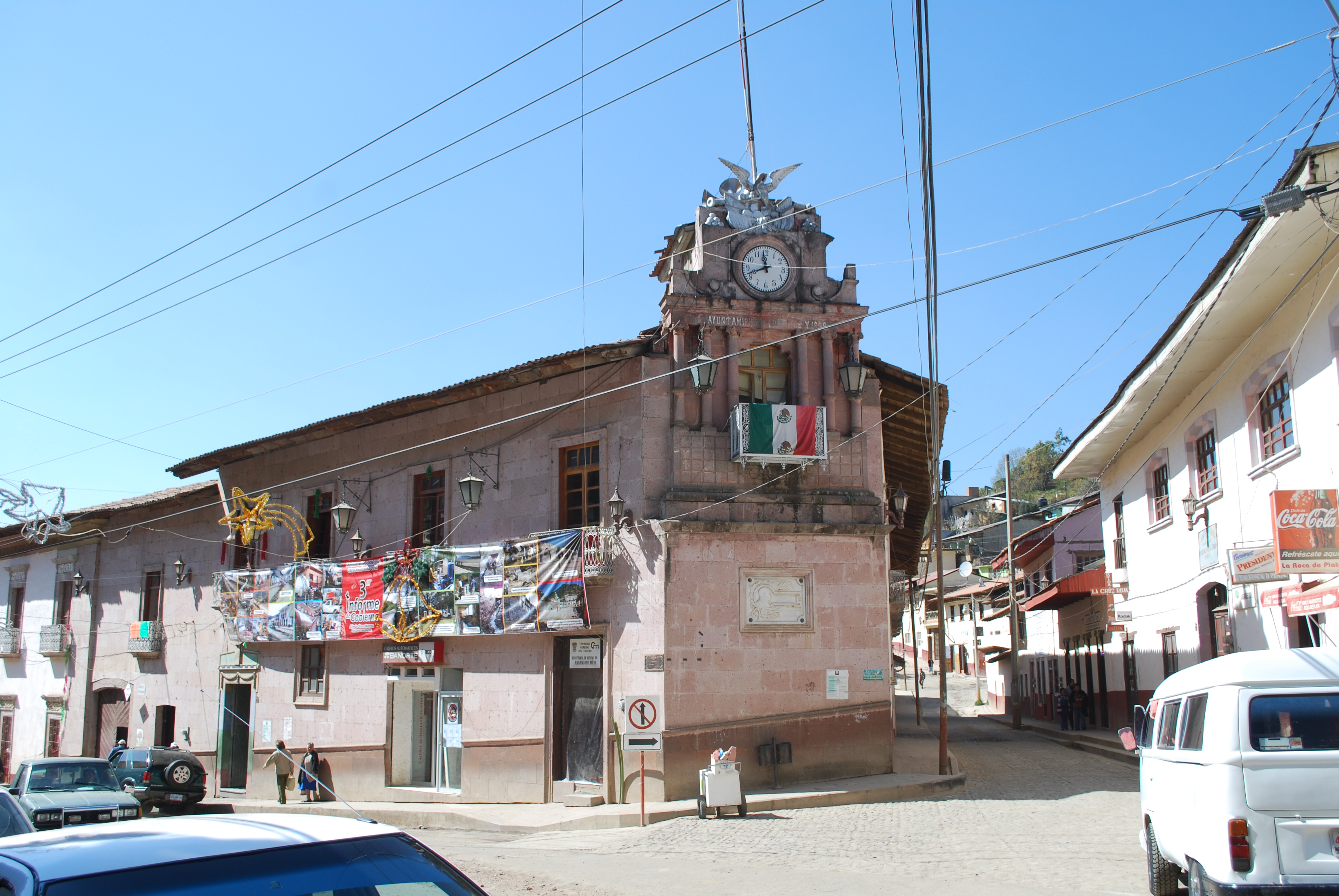
Municipio di Angangueo

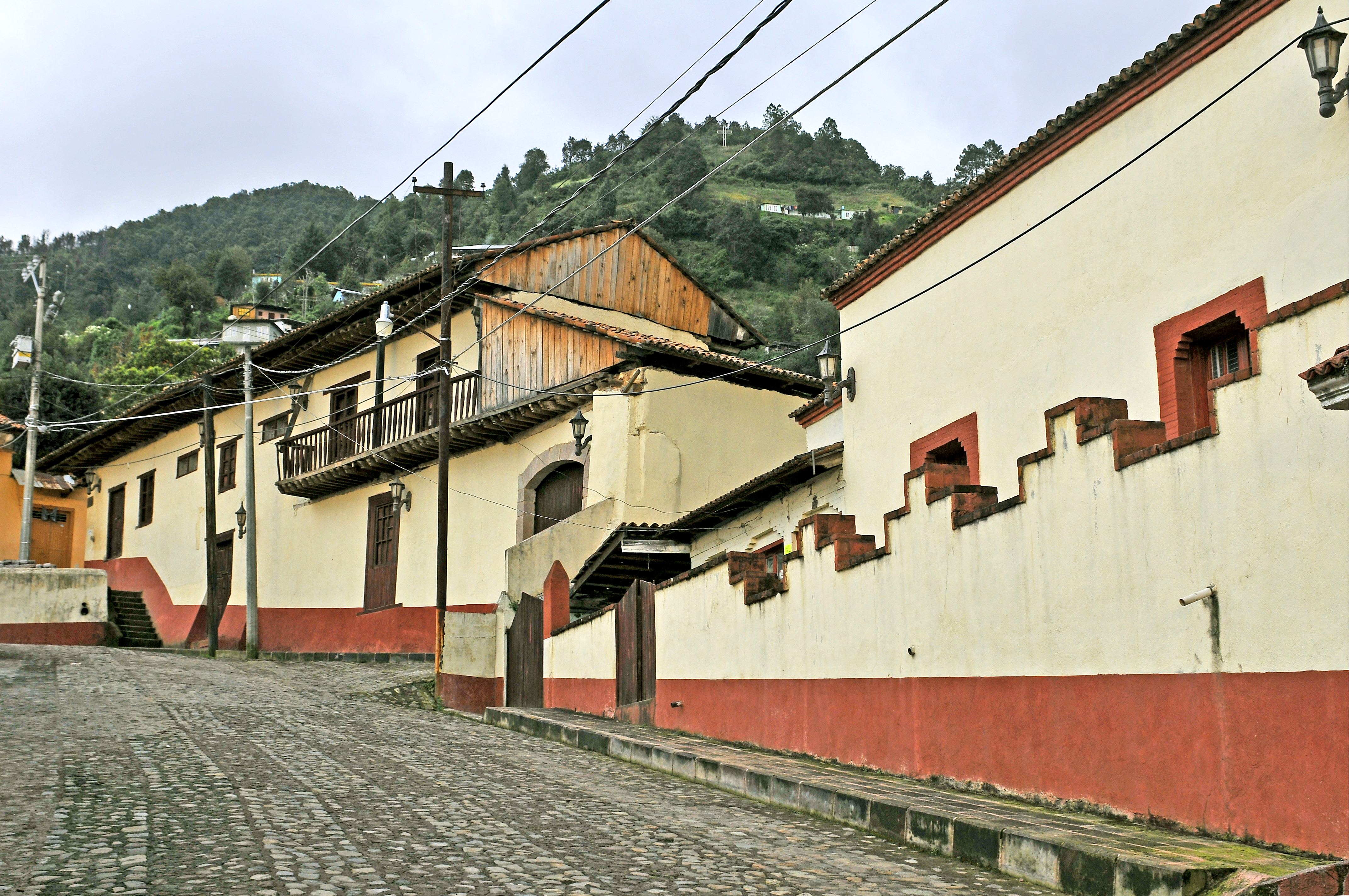
Strada nel centro

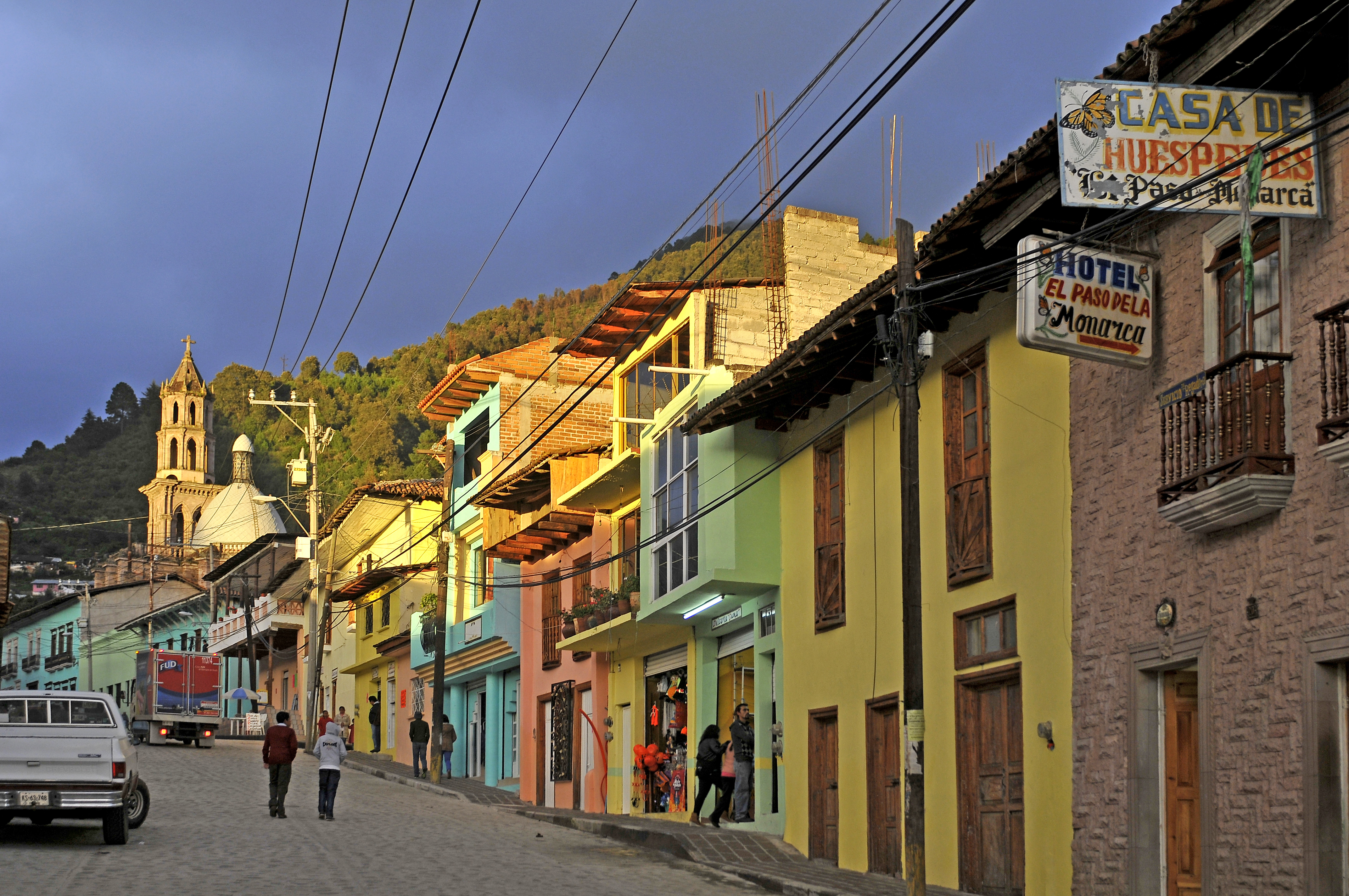
Case coloniali nel centro

Si trova nella parte occidentale di Michoacán, alle coordinate 19º37" di latitudine nord e 100º17" di longitudine ovest, ad un'altitudine di 2.560 metri sul livello del mare. Confina a nord con Senguio, a est con lo Stato del Messico, a sud con Ocampo e ad ovest con Aporo, ha una superficie è di 76,11 km² e rappresenta lo 0,14% del totale dello Stato.
Orografia: Il suo principale rilievo è costituito dal Sistema Vulcanico Trasversale, dalla catena montuosa dell'Angangueo e dalle colline di Guadalupe, León e Campanario.
Idrografia: La sua idrografia è costituita principalmente dai fiumi Puerco e Carrillos e dai torrenti Llano de la Papas e Cantera.
Clima: Esseno situata ad un'altitudine di 2560 m, il suo clima è di tipo temperato, con piogge soprattutto in estate, (maggio-settembre), in inverno (novembre-gennaio), le notti possono essere particolarmente fredde, con temperature che possono arrivare a 0 °C. Ha una piovosità annuale di 910,1 millimetri e temperature medie variano tra 6,3 e 24,3 gradi Celsius.
| MESI                 | Gen. | Feb. | Mar. | Apr. | Mag. | Giu. | Lug. | Ago. | Set. | Ott. | Nov. | Dic. |
| -------------------- | ---- | ---- | ---- | ---- | ---- | ---- | ---- | ---- | ---- | ---- | ---- | ---- |
| Temperatura max. °C  | 15   | 17   | 22   | 24   | 20   | 18   | 15   | 15   | 14   | 14   | 15   | 15   |
| Temperatura min. °C  | 4    | 3    | 5    | 8    | 8    | 6    | 1    | 4    | 3    | 5    | 5    | 3    |
| Piogge in millimetri | 15   | 30   | 12   | 23   | 69   | 207  | 252  | 237  | 191  | 100  | 34   | 15   |
| Periodo 2007-2016    |      |      |      |      |      |      |      |      |      |      |      |      |

## Amministrazione e divisioni territoriali
Come nella maggior parte dei comuni del Messico, il sindaco e la giunta comunale vengono eletti ogni tre anni. Secondo la pagina web del comune di Angangueo, il consiglio comunale era così composto: un presidente municipal, (il sindaco), 1 fiduciario, 4 consiglieri a maggioranza relativa, 3 Consiglieri a rappresentanza proporzionale e altri 7 consiglieri su altri incarichi, che possono variare secondo l'amministrazione in carica.
| Nome sindaco                    | Periodo   | Partito |                                 | Nome sindaco | Periodo | Partito |
| ------------------------------- | --------- | ------- | ------------------------------- | ------------ | ------- | ------- |
| Vicente Rodríguez               | 1953-1957 | PRI     | Jaime García Hurtado            | 1987-1989    | PRI     |         |
| Espiridión Rojas                | 1957      | PRI     | José Arismendi García           | 1990-1992    | PRI     |         |
| Roberto Resendiz                | 1958-1960 | PRI     | Leonel Martínez Maya            | 1993-1995    | PRI     |         |
| Enrique Nava Martínez           | 1960      | PRI     | Serafín Torres González         | 1996-1998    | PRI     |         |
| Jesús Monroy Martínez           | 1961      | PRI     | Alfredo Olmos Moreno            | 1999-2001    | PRD     |         |
| Flaviano Domínguez Piña         | 1962-1964 | PRI     | Jorge Martín Arizmendi Gonzalez | 2002-2004    | PRI     |         |
| Salvador Mendoza Yañez          | 1964-1965 | PRI     | Tomas Martinez Ramirez          | 2005-2007    | PRD     |         |
| Juan Romero García              | 1966-1967 | PRI     | Alfredo Olmos Moreno            | 2008-2011    | IND     |         |
| Flaviano Domínguez Piña         | 1968-1969 | PRI     | Juan Pérez Anaya                | 2012-2015    | C.C.    |         |
| Dolores Martínez Mendoza        | 1969-1971 | PRI     | Leonel Martínez Maya            | 2015-2018    | PRI     |         |
| Guadalupe Bautista Medina       | 1972-1974 | PRI     | Non disponibile                 | 2018-2021    | ?       |         |
| Manuel Arriaga Nava             | 1975-1977 | PRI     | Non disponibile                 | 2021-2024    | ?       |         |
| José Guadalupe Martínez Mendoza | 1978-1980 | PRI     | María Hilda Domínguez García    | 2024-2027    | PT      |         |
| Francisco Martiñón Zamudio      | 1981-1983 | PRI     |                                 |              |         |         |
| Salvador Ortíz Rivera           | 1984-1986 | PRI     |                                 |              |         |         |

Secondo i dati del censimento del 2010, la popolazione del comune era divisa in 22 località, di cui 10 erano piccoli centri rurali con meno di 100 abitanti. Le località più popolate nel 2020 sono:

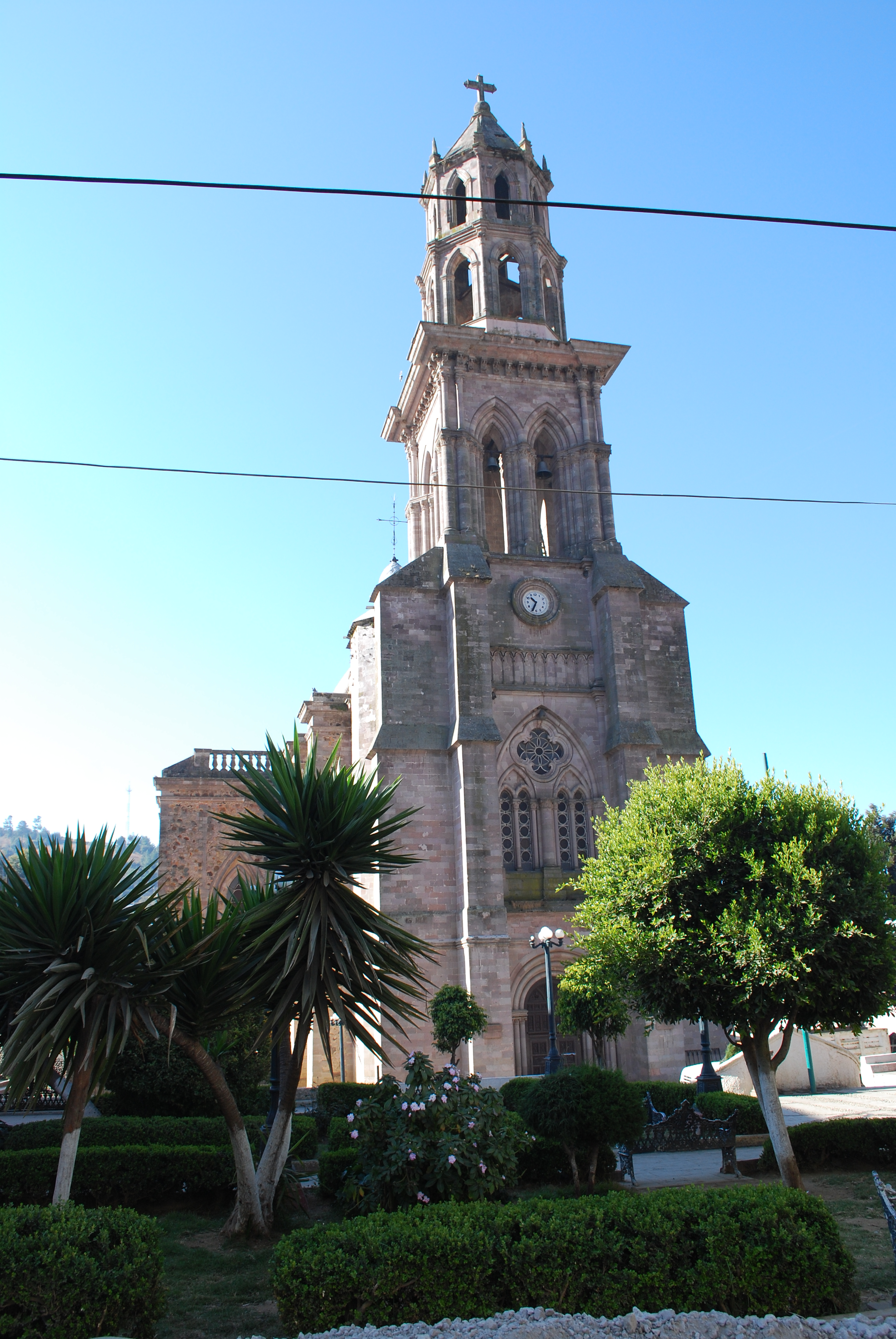
Templo de la Inmaculada Concepción

| Località                                              | Abitanti                                             |      | Anno | Angangueo | Variazione |
| ----------------------------------------------------- | ---------------------------------------------------- | ---- | ---- | --------- | ---------- |
| Mineral de Angangueo (capoluogo)                      | 3977                                                 |      | 1900 | 4868      | —          |
| Colonia Independencia                                 | 1507                                                 | 1910 | 5490 | +12.8 %   |            |
| Barrio Sustentable Monarca o Las Casitas              | 1023                                                 | 1921 | 5070 | −7.7 %    |            |
| La Salud                                              | 1018                                                 | 1930 | 7431 | +46.6 %   |            |
| Jesús de Nazareno o La Hacienda                       | 784                                                  | 1940 | 8196 | +10.3 %   |            |
| La Rondanilla o Primer Cuartel                        | 386                                                  | 1950 | 7401 | −9.7 %    |            |
| Segundo Cuartel de Rondanilla                         | 380                                                  | 1960 | 5019 | −32.2 %   |            |
| Manzana de la Trinidad o La Junta                     | 317                                                  | 1970 | 3668 | −26.9 %   |            |
| Segunda Manzana de Nicolás Romero o Cañada del Muerto | 306                                                  | 1980 | 1044 | −71.5 %   |            |
| Primera Manzana de Nicolás Romero o Los Mimbres       | 290                                                  | 1990 | 4579 | +338.6 %  |            |
| Totale nel municipio                                  | 10892                                                | 2000 | 4816 | +5.2 %    |            |
| *Sono indicate solo le prime 10 località più abitate  | *Sono indicate solo le prime 10 località più abitate | 2010 | 4601 | −4.5 %    |            |
|                                                       |                                                      | 2020 | 3977 | −13.6 %   |            |

## Luoghi di interesse
Angangueo fa parte del circuito dei "pueblos Magicos", vi sono numerosi edifici risalenti al periodo coloniale spagnolo ben conservati, tra questi si segnalano:
- Templo de la Inmaculada Concepción de Angangueo
- Iglesia de San Simón Apostol y el Acueducto
- Monumento al minero
- Museo de la Casa Parker
- Tunel San Simón (ricostruzione di una galleria mineraria)
- Mural de Angangueo
- Presidencia Municipal de Angangueo
- Mercado Municipal de Angangueo
- Antigua Estación del Ferrocarril
- Reserva de la Biosfera de la Mariposa Monarca

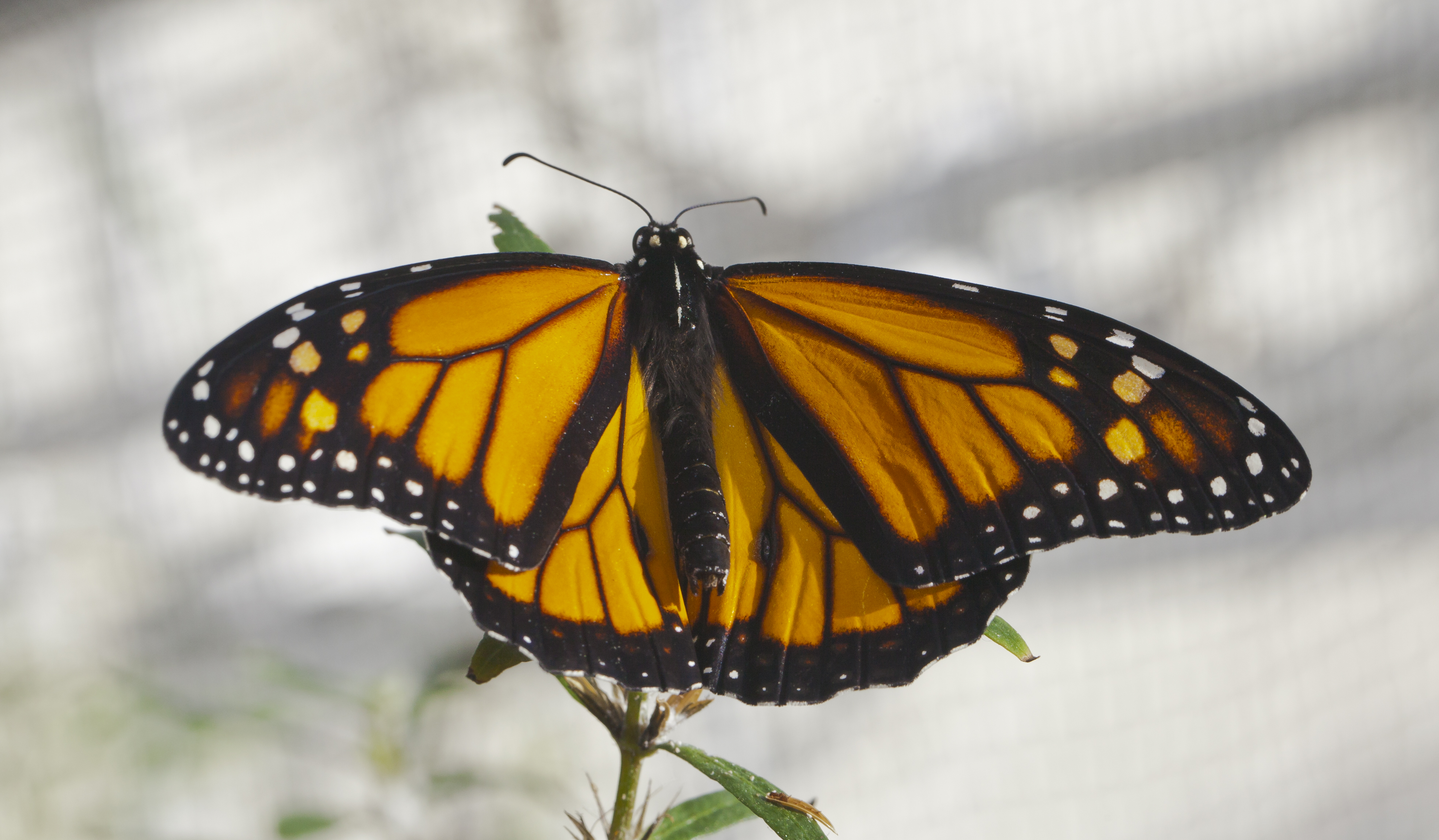
Mariposa monarca

## Riserva de la Biosfera de la Mariposa Monarca
La Riserva della Biosfera della farfalla Monarca, (Reserva de la Biosfera de la Mariposa Monarca in spagnolo), si trova nella parte orientale dello stato di Michoacán  il cui accesso si trova nella cittadina di Angangueo, e parte nella zona occidentale, e anche nello Stato del Messico nella zona centrale. La riserva è stata creata per proteggere l'ambiente naturale e l'habitat della farfalla monarca, con una superficie totale di 57.259 ettari secondo l'UNESCO. È stata dichiarata Patrimonio dell'Umanità dall'UNESCO nel 2008.Inoltre, è l'area di migrazione, svernamento e riproduzione della farfalla monarca, uno degli esemplari più interessanti della sua specie per il suo particolare ciclo vitale e le caratteristiche del suo metabolismo per proteggersi dai predatori.

## Festività
Oltre alle festività nazionali Messicane, ad Angangueo vi sono anche le seguenti festività locali:
- Febbraio e marzo: Festival della farfalla monarca.
- 3 maggio: Festa religiosa della Santa Croce.
- 11 luglio: Giornata del minatore.
- 28 ottobre: Festa patronale di San Simón.
- 8 dicembre: Festa dell'Immacolata Concezione.

## Trasporti
Linee extra urbane: Dalla fermata all'angolo tra Calle Vicente Gueerreo e Calle Juárez, dove c'è un ufficio che vende i biglietti, partono lungo la giornata circa ogni due/tre ore autobus per Città del Messico terminal Observatorio Metro L1, il viaggio richiede circa 2/3 ore.
Linee urbane: Dalla stessa fermata, aulcune linee di minibus denominate "Combis", collegano Angangueo con la sue frazioni e alcuni paesi limitrofi.
Aereo: L'aeroporto più vicino ad Angangueo è L'Aeroporto di Città del Messico (MEX) dista 192 km.